# Kleicha
Kleicha (en árabe: الكليجة‎) puede considerarse la galleta nacional de Arabia Saudí. La Kleicha viene en varias formas tradicionales y rellenos. Las más populares son los que tienen dátiles (kleichat tamur). También hay discos dulces (khfefiyyat), así como medias lunas llenas de nueces, azúcar y / o coco desecado (kleichat joz).
Por lo general, son condimentadas con cardamomo y a veces agua de rosas,y glaseadas con huevo, pueden estar perfumadas y coloreadas con azafrán.
Los asirios hornean la Kilecheh para  Eeda Gura, Easter, y Eeda Sura (Navidad), en la que generalmente las rellenan de dátiles y las sirven con té.
La versión turca es llamada Klija Kurabiyesi y consiste en un disco dulce o relleno de almendras, avellanas y azúcar. También es aromatizado con agua de rosas y agua de azahar y glaseada con huevo.

## Etimología
Es conocido que los antiguos babilonios hacían galletas similares llamadas qullupu, en forma redonda (qullu), y el término moderno para Kleicha deriva del semítico kull que significa todo, y del griego kolo que significa círculo, y kuklus que significa rueda.